# Chalon-sur-Saône
Chalon-sur-Saône és un municipi francès, situat al departament de Saona i Loira i a la regió de Borgonya - Franc Comtat. L'any 2018 tenia 44.810 habitants.
Situat a la Bresse, a la vora del riu Saona, és un municipi de predomini industrial, té indústria alimentària, tèxtil, siderúrgica, mecànica i química. Compta amb un mercat de vins i un port fluvial important.

## Fills il·lustres
- Joseph Touchemoulin (1727-1801), violinista i compositor.

## Història
L'any 354 dC l'emperador romà Constanci II va estacionar el 7è Exèrcit romà a Chalon (llavors anomenat Cabyllona) per a una invasió contra els reis germans, Gundomar i Vadomari dels Alamans. Tanmateix, no havent rebut subministraments, les tropes romanes es van revoltar i van ser pacificades pel gran camarlenc Eusebi amb diners. A l'Antiguitat tardana, la ciutat havia minvat tant que una muralla al seu voltant envoltava quinze hectàrees.
Saquejada pels vàndals i per Àtila l'any 451. Va ser la capital del regne de Borgonya a partir del segle vi, i fou ocupada pels àrabs l'any 732. Al segle ix va esdevenir la capital del comtat de Chalon, el qual fou cedit pel comte Joan I al duc de Borgonya l'any 1267.